# VisiCalc
VisiCalc — первая электронная таблица для персональных компьютеров. Часто говорится, что именно Visicalc превратил микрокомпьютеры из инструмента развлечения и хобби в серьёзный инструмент ведения делового оборота. Всего за 6 лет было продано более семисот тысяч копий программы.

## История
Идея программы принадлежала Дэну Бриклину, соавтором которого выступил Боб Фрэнкстон; разработка велась их компанией Software Arts, а распространителем выступила компания  Personal Software, позже переименованная в VisiCorp. Выпуск в 1979 году первой версии программы для компьютера Apple II привёл к тому, что эта машина из инструмента для хобби превратилась в желанный и полезный финансовый инструмент ведения делопроизводства. По-видимому, именно это привело к тому, что IBM приняло решение выйти на рынок персональных компьютеров. После выхода версии для Apple II VisiCalc был портирован на 8-битные компьютеры Atari, Commodore PET, TRS-80 и IBM PC.
По воспоминаниям Бриклина, идея создания программы возникла у него, когда он присутствовал на лекции в Гарвардской школе бизнеса. Если в выписанной на доске финансовой модели обнаруживалась ошибка или было необходимо изменить параметр, лектору приходилось стирать и переписывать значительное число последовательных записей в таблице. Бриклин понял, что он может создать компьютерную программу, «электронную таблицу», выполняющую те же самые действия.

## Последователи
Обозреватель журнала InformationWeek Чарльз Бэбкок указывает, что хотя VisiCalc был хорошо принят пользователями, он имел множество недостатков и не мог делать многого из того, что хотели пользователи. Поэтому вскоре были созданы более мощные клоны VisiCalc, наиболее заметными среди которых являлись SuperCalc (1980), Microsoft MultiPlan (1982), Lotus 1-2-3 (1983), и табличный модуль в AppleWorks (1984). Приход следующего поколения электронных таблиц ознаменовало появление Microsoft Excel (в 1985 году на Macintosh и в 1987 году для Windows 2.0), а также Borland Quattro (позднее Quattro Pro; впоследствии продан Corel Corporation) в 1988 году под DOS и в 1992 году под Windows.